# Posthornsatz

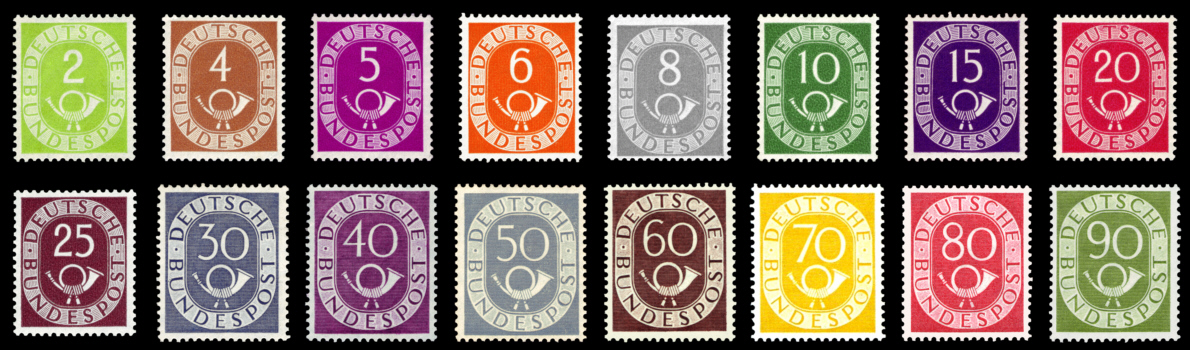
Posthornsatz in postfrischer Erhaltung

Posthornsatz, offiziell als Ziffernserie bezeichnet, ist der Name eines Satzes von 16 Briefmarken der Deutschen Bundespost. Die Ausgabe ist in die Kategorie Freimarken bzw. Dauerserie einzuordnen. Die Definition hierfür ist ein relativ einfach gestaltetes Markenbild, das sich in den Einzelwerten lediglich durch Farbe und Wertziffer unterscheidet. Markantes Merkmal der Ziffernserie ist die Staatsbezeichnung „Deutsche Bundespost“, welche erst 1950 mit dem einzigen Sonderbriefmarken-Satz des Jahres, (aus 2 Briefmarken bestehend) zum 200. Todestag von Johann Sebastian Bach eingeführt wurde. Zuvor, also 1949 erschienene Briefmarkenausgaben (Eröffnung des ersten deutschen Bundestages, 100 Jahre deutsche Briefmarken, 75 Jahre Weltpostverein und Helfer der Menschheit (I) als Wohlfahrtsausgabe) wurden mit der Bezeichnung „Deutsche Post“ versehen.

## Geschichte
Erste Planungen zur Ausgabe einer neuen Freimarkenserie reichen zurück bis in das Jahr 1949. Zunächst war beabsichtigt, die Marken mit dem Konterfei des damaligen Bundespräsidenten Theodor Heuss zu versehen. Dieser lehnte einen entsprechenden Vorschlag der Deutschen Bundespost allerdings ab. Aus diesem Grunde entschlossen sich die für die Motivauswahl zuständigen Vertreter der Post zu einem, nach damaligem Verständnis ungewöhnlichen Schritt: Sie schrieben einen mit Geldpreisen dotierten Wettbewerb aus. Eine entsprechende Ankündigung erfolgte am 2. Januar 1950 im Amtsblatt des Bundesministeriums für das Post- und Fernmeldewesen.
Die Ausgabe der ersten Werte zu 4 Pfennig, 10 Pfennig und 20 Pfennig der neuen Dauerserie erfolgte am 20. Juni 1951. Diese zeigen, ebenso wie alle anderen Werte der Serie, ein Posthorn in ovalem Feld sowie eine deutlich hervorgehobene Wertziffer. Dieses Feld ist umgeben von einem Schriftband mit der Aufschrift „Deutsche Bundespost“ in Kapitälchenschrift mit schwachen Serifen. Der Entwurf stammte von Prof. Georg Alexander Mathéy; die anderen aus dem Motivwettbewerb hervorgegangenen preisgekrönten Entwürfe fanden keine Verwendung.
Der Verkauf von Marken der Posthornserie wurde am 30. Juni 1954 eingestellt; Restbestände durften bis zum 31. Dezember 1954 verwendet werden.

## Drucktechnik und Zähnung
Der Druck erfolgte in der Bundesdruckerei, wobei die Wertstufen von 2 Pfennig, 4 Pfennig, 5 Pfennig, 6 Pfennig, 8 Pfennig, 10 Pfennig, 15 Pfennig, 20 Pfennig und 25 Pfennig im Buchdruck, die Wertstufen von 30 Pfennig, 40 Pfennig, 50 Pfennig, 60 Pfennig, 70 Pfennig, 80 Pfennig und 90 Pfennig im Stichtiefdruck hergestellt wurden, diese höheren Werte sind auch etwas größer als jene Werte von 2 bis 25 Pfennig.
Alle Marken weisen Kammzähnung auf.

## Liste der Ausgaben
| Bild | Wert in Pf | Ausgabedatum  | Mi.-Nr. |
|      | 2          | 1. Aug. 1951  | 123     |
|      | 4          | 20. Juni 1951 | 124     |
|      | 5          | 1. Aug. 1951  | 125     |
|      | 6          | 20. Sep. 1951 | 126     |
|      | 8          | 20. Sep. 1951 | 127     |
|      | 10         | 20. Juni 1951 | 128     |
|      | 15         | 20. Sep. 1951 | 129     |
|      | 20         | 20. Juni 1951 | 130     |
|      | 25         | 20. Sep. 1951 | 131     |
|      | 30         | 1. Aug. 1951  | 132     |
|      | 40         | 20. Dez. 1951 | 133     |
|      | 50         | 11. März 1952 | 134     |
|      | 60         | 20. Dez. 1951 | 135     |
|      | 70         | 11. März 1952 | 136     |
|      | 80         | 16. Apr. 1952 | 137     |
|      | 90         | 16. Apr. 1952 | 138     |

Frühverwendungen, also vor dem eigentlichen Erstausgabetag gelegene Verwendung, lassen sich bei den Werten 6 Pfennig, 8 Pfennig, 15 Pfennig und 25 Pfennig ab 15. September 1951 nachweisen. Diese Marken wurden in Erlangen verkauft und verwendet.

## Preise
Der Posthornsatz ist in der postfrischen Version mit 2200 € der am höchsten bewertete Briefmarkensatz der Bundesrepublik Deutschland. Die drei höchsten Werte des Satzes mit 70, 80 und 90 Pfennig sind mit Werten von derzeit 500, 500 und 550 € in einwandfreier postfrischer Erhaltung (d. h. perfekt zentriert, einwandfreie Zähnung und absolut unberührter, unbügiger Gummierung) unter den teuersten Briefmarken Europas seit dem Zweiten Weltkrieg zu finden. In gestempelter Ausführung (Rundstempel mit klar lesbarem Datum) wertet der Posthornsatz 50,– €. Ein Posthornsatz bestehend aus 16 waagerechten Paaren (also zwei Marken zusammen nebeneinander) kostet mindestens 4.000 Euro, in Eckrandstücken mitunter über 6.000 Euro.

## Fälschungen, Nachdrucke und Varianten
Die Gefahr, einen minderwertigen Gesamtsatz zu erwerben, ist beim Posthornsatz sehr hoch. Am häufigsten kommen sogenannte Gummifälschungen und -verfälschungen vor. In früheren Zeiten verwendete man zur Aufbewahrung der Marken oftmals die sogenannte „Falztechnik“, bei der rückseitig auf die Marke ein kleines Klebezettelchen zum Einkleben in ein Sammelalbum angebracht wurde. Ein derartiger Satz wird im heutigen Sinne nicht als postfrisch (d. h. wie von der Post verausgabt mit unberührter und unbeschädigter Gummierung) und daher nicht als vollwertig angesehen. „Gefalzte“ Sätze sind relativ billig (ab 300 Euro) im Handel erhältlich. Fälscher kamen sehr schnell auf die Idee, den Falz zu entfernen und die dadurch entstandene Beschädigung der Gummirückseite – teilweise sehr professionell – mit entsprechenden Hilfsmitteln zu reparieren. Eine andere Vorgehensweise von Fälschern bestand darin, die bis in die 1960er Jahre verwendeten Landpoststempel (aus Gummi, erzeugen nur einen sehr schwachen Stempelabschlag) mit Haushaltschemie zu entfernen und die Marken mit Gummilösung (im Schreibwarenhandel als Gummierstifte erhältlich) nachzugummieren.
Ein derart nachgemachter Gummi ist auch für den Laien leicht erkennbar (Zahnprobe, bei der die Marke mit der Zähnung über den Finger gezogen wird. Nachgummierte Marken erzeugen ein Kratzgefühl). Vollfälschungen der Posthornmarken kommen äußerst selten vor, da die Stichtiefdruckherstellung auf entsprechendem Wasserzeichenpapier (Zickzacklinien) teuer und zu aufwändig ist. Es sind private Nachdrucke der Ziffernserie im Offsetdruckverfahren bekannt. Diese lassen sich sehr leicht anhand der glänzenden Markenoberfläche und des zusätzlichen Eindruckes „Faksimile 1986“ auf Vorder- und Rückseite unterscheiden. Die vorkommenden Wasserzeichenvarianten (fallende und seitenverkehrte Zickzacklinien) des Posthornsatzes erzielen neben den bekannten Plattenfehlern und Abarten (besonders teilweise ungezähnte Marken) in Sammlerkreisen Höchstpreise.

## Briefmarkenheftchen
Das erste Briefmarkenheftchen der Deutschen Bundespost enthielt zwei Heftchenblätter mit 19 Briefmarken der Posthornserie.

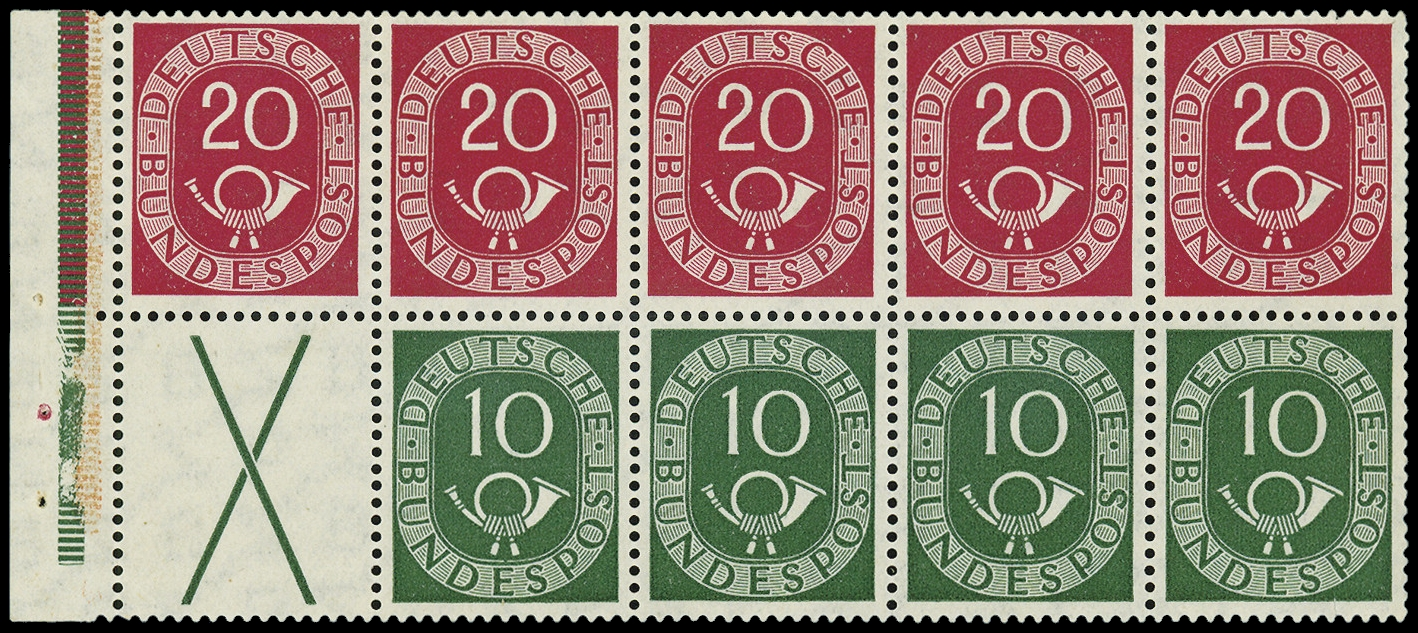
Heftchenblatt 1
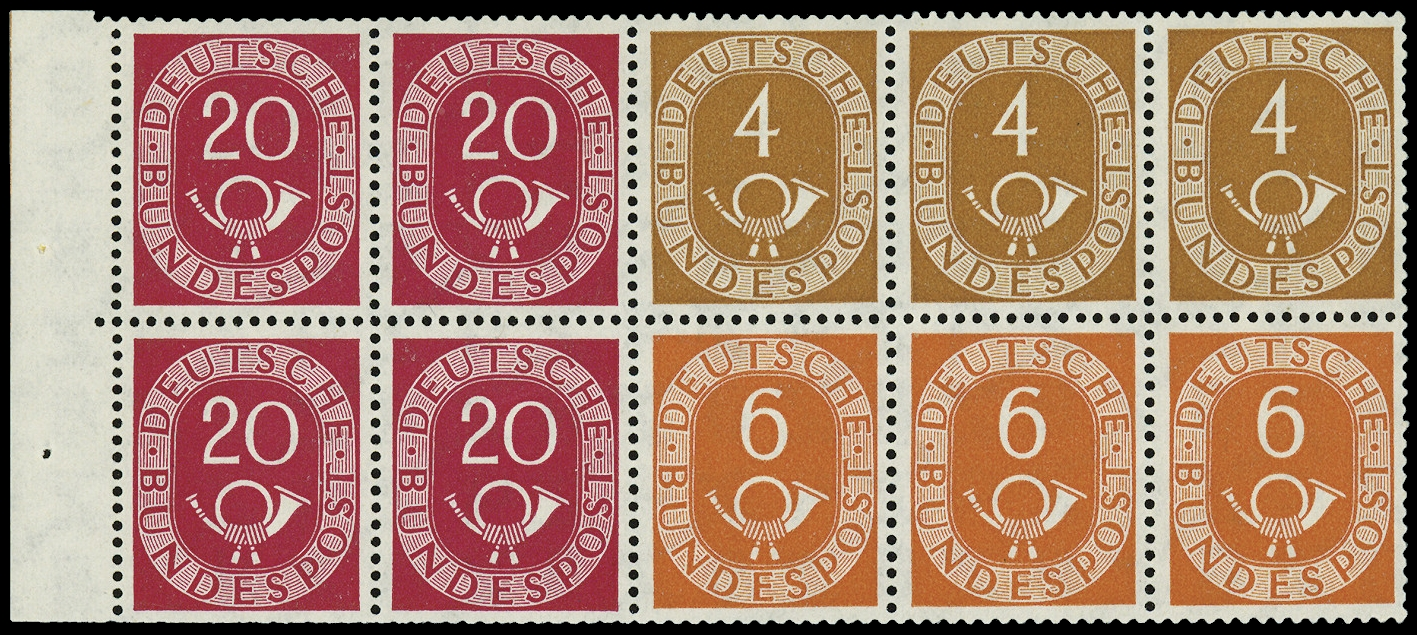
Heftchenblatt 2